# Nordi Mukiele
Nordi Mukiele Mulere, född 1 november 1997 i Montreuil, är en fransk fotbollsspelare som spelar för Sunderland i Premier League.

## Klubbkarriär
Den 6 januari 2017 värvades Mukiele av Montpellier, där han skrev på ett femårskontrakt.
Den 30 maj 2018 kom Montpellier överens med Leipzig om försäljningen av Mukiele. Han skrev på ett femårskontrakt för Leipzig och gick med klubben den 1 juli 2018.
Den 26 juli 2022 värvades Mukiele av Paris Saint-Germain, där han skrev på ett femårskontrakt.
17 augusti 2025 gick Mukiele till, nyligen uppflyttade Premier League, klubben Sunderland.